# Pearl (band)
Pearl is een Amerikaanse rockband. De oprichter, naamgenoot en zanger van de groep is Pearl Aday.

## Bezetting
Huidige bezetting
- Pearl Aday[1] (zang)
- Jim Wilson[2] (gitaar)
- Scott Ian (gitaar)
- Marcus Blake[3] (e-basgitaar)
- Matt Tecu[4] (drums)

## Geschiedenis
Pearl Aday is de dochter van de zanger Meat Loaf en groeide bijgevolg op met muziek. In 1994 was ze de achtergrondzangeres op de tournee voor het album Bat Out of Hell II: Back into Hell. Ze vergezelde haar vader ook tijdens de volgende tournee, die begon in 1996, voordat ze in 1998 permanent lid werd van zijn begeleidende band Neverland Express. Ze zong ook op de nieuwe tattoo-tournee van de band Mötley Crüe en is te horen op de later uitgebrachte dvd Lewd, Crued and Tattooed. In 2003 zong ze het duet Man of Steel met haar vader op zijn album Couldn't Have Said It Better. Hun band werd geformeerd op de 29e verjaardag van Aday toen Scott Ian haar voorstelde aan de leden van de band Mother Superior, die speelde als achtergrondband voor Henry Rollins, Daniel Lanois en anderen. Aday vroeg de muzikanten wat ze zouden denken om met een vrouw te spelen en de interesse was gewekt. In 2004 begon Aday op gitaar te werken met Jim Wilson en bassist Marcus Blake.
De band nam hun eerste demo-cd op in de Cherokee Studios in Los Angeles. Nadat Mother Superior terug was van een Europese tournee, ging de band onder leiding van Scott Ian naar de studio en nam hun debuutalbum Little Immaculate White Fox op met producent Joe Barresi (Tool, Queens of the Stone Age, Bad Religion) en gepubliceerd in 2010. Op 6 en 9 oktober 2009 speelde de band als voorprogramma van Ray Manzarek en Robby Krieger (The Doors) bij twee concerten in Los Angeles en Anaheim. Van 12 augustus tot 5 september 2010 speelde ze in het voorprogramma van Meat Loaf. Pearl bracht in 2012 een live-cd uit voordat ze in 2014 een nieuw studioalbum opnam. Het zou Heartbreak and Canyon Revelry heten en zou in het voorjaar van 2015 verschijnen. Gitarist Philip Sayce en toetsenist Fred Mandel namen ook deel aan de opnamen.

## Discografie
- 2010: Little Immaculate White Fox (Megaforce Records)
- 2012: The Swinghouse Session: Pearl Live & Acoustic
- 2015: Heartbreak and Canyon Revelry